# Pterygosporopsis rhododendri
Pterygosporopsis rhododendri är en svampart som beskrevs av P.M. Kirk 1984. Pterygosporopsis rhododendri ingår i släktet Pterygosporopsis, divisionen sporsäcksvampar och riket svampar.   Inga underarter finns listade i Catalogue of Life.